# Ferrari FF

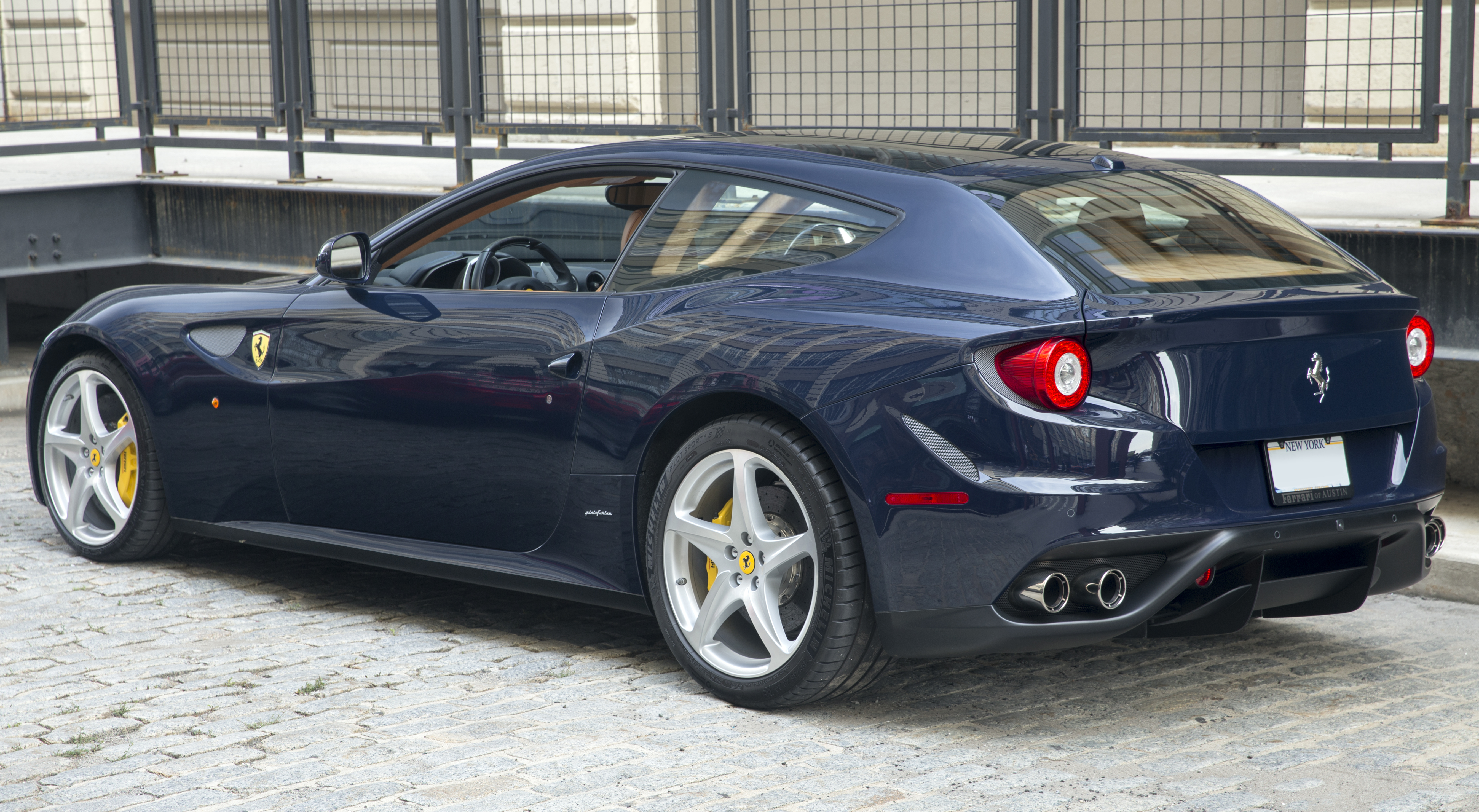
Heckansicht

Der Ferrari FF ist ein Sportwagen des italienischen Automobilherstellers Ferrari.

## Geschichte
Der FF wurde am 21. Januar 2011 in einer Pressemitteilung als Nachfolger des Ferrari 612 Scaglietti vorgestellt und im März 2011 auf dem Genfer Auto-Salon offiziell präsentiert. Der Name FF steht für Ferrari Four, wobei das Wort Four im Namen sich sowohl auf die Anzahl der Sitze als auch auf die Anzahl der angetriebenen Räder bei diesem Modell beziehen lässt. Während es in der Vergangenheit bereits mehrere Ferrari-Modelle mit vier Sitzen gab, ist die Verwendung eines Allradantriebs beim FF eine Premiere für ein Serienmodell der Marke aus Maranello. Beim Karosseriekonzept hat man sich erstmals für ein Shooting-Brake-Heck und damit für eine eher selten verwendete Karosserieform entschieden. Auch diese Karosserie-Variante ist ein Novum für ein Ferrari-Modell, wenn man von dem in den 60er Jahren von abtrünnigen Ferrari-Ingenieuren auf Basis des damaligen Ferrari 250 GT Berlinetta SWB als Sonderanfertigung entwickelten Ferrari 250 GT Bread Van einmal absieht. Die Karosserie des Autos entstand beim Zulieferer Fontana.

## Design
Optisch unterscheidet sich der FF in zahlreichen Punkten vom Vorgänger und allen weiteren Ferrari. Die Front wird von einer schmalen Kühleröffnung geprägt, die Scheinwerfer sind – analog zum Ferrari 458 Italia – schmal nach hinten gezogen. Das Heck zeichnen eine große Klappe mit steil stehender Scheibe und zwei runde Heckleuchten aus. In der Heckschürze befinden sich zwei Doppelauspuffrohre sowie ein Diffusor.

## Technik
Angetrieben wird der von Pininfarina entworfene FF von einem neuen V12-Motor mit Direkteinspritzung, der aus 6,3 Litern Hubraum 485 kW (660 PS) entwickelt – die gleiche Leistung, die einst auch der Supersportwagen Enzo Ferrari aufwies. Als maximales Drehmoment werden 683 Nm bei 6000/min angegeben. Die Höchstgeschwindigkeit liegt bei 335 km/h, die Beschleunigung von null auf 100 km/h beträgt laut Werk 3,7 Sekunden. 
Die Kraft des Motors wird über ein Siebengang-Doppelkupplungsgetriebe auf die Hinterräder übertragen. Die Vorderräder werden über ein eigenes Doppelkupplungs-Zweiganggetriebe angebunden. In den drei oberen Gängen (V, VI,VII) werden ausschließlich die Hinterräder angetrieben. Das System heißt 4RM, das vordere Getriebe wiegt 35 kg und das System hat einen tieferliegenden Schwerpunkt als herkömmliche Allradantriebe. Es wird vom Hersteller Getrag zugeliefert. Der Name 4RM wurde bei Ferrari bereits bei zwei Allrad-Prototypen in den 1980er-Jahren genutzt. Damals wandte man sich aber nach umfangreichen Tests vom Vierradantrieb ab.

## Technische Daten
| Ferrari                  | FF                           |
| ------------------------ | ---------------------------- |
| Motor                    | 65° V12-Ottomotor            |
| Einbaulage               | vorn längs                   |
| Ventile/Nockenwellen     | 4 pro Zylinder/4             |
| Hubraum                  | 6262 cm³                     |
| Bohrung × Hub            | 94,0 × 75,2 mm               |
| Max. Leistung            | 485 kW (660 PS) bei 8000/min |
| Max. Drehmoment          | 683 Nm bei 6000/min          |
| Antrieb                  | Allrad                       |
| Getriebe                 | 7-Gang Doppelkupplung        |
| Abmessungen              |                              |
| Länge × Breite × Höhe    | 4907 × 1953 × 1379 mm        |
| Radstand                 | 2949 mm                      |
| Trockengewicht           | 1880 kg                      |
| Gewichtsverteilung       | 47 % vorn, 53 % hinten       |
| Leistungsgewicht         | 2,7 kg/PS                    |
| Fahrleistungen           |                              |
| Höchstgeschwindigkeit    | 335 km/h                     |
| 0 bis 100 km/h           | 3,7 s                        |
| 0 bis 200 km/h           | 11 s                         |
| Verbrauch und Emissionen |                              |
| Verbrauch                | 15,4 Liter pro 100 km        |
| CO2-Emission             | 360 g/km                     |
| Preis                    |                              |
| Grundpreis (Deutschland) | 258.000 €                    |

## Sonstiges
Der Ferrari FF wird von der Polizei in Dubai als Streifenwagen genutzt.

## Zulassungszahlen
Zwischen 2011 und 2018 sind in der Bundesrepublik Deutschland insgesamt 327 Ferrari FF neu zugelassen worden. Mit 114 Einheiten war 2012 das erfolgreichste Verkaufsjahr.
|  |

|  |

|  |

|  |

|  |

|  |

|  |

|  |

|  |

|  |

|  |

|  |

|  |

|  |

|  |

|  |

|  |

|  |

|  |

|  |

|  |

|  |

|  |

|  |

|  |

|  |

|  |

|  |

|  |

|  |

|  |

|  |

|  |

|  |

|  |

|  |

|  |

|  |

|  |

|  |

|  |

|  |

|  |

|  |

|  |

|  |

|  |

|  |

|  |

|  |

|  |

|  |

|  |

|  |

|  |

|  |

|  |

|  |

|  |

|  |

|  |

|  |

|  |

|  |

|  |

|  |

|  |

|  |

|  |

|  |

|  |

|  |

|  |

|  |

|  |

|  |

|  |

|  |

|  |

|  |

|  |

|  |

|  |

|  |

|  |

|  |

|  |

|  |

|  |

|  |

|  |

|  |

|  |

|  |

|  |

|  |

|  |

|  |

|  |

|  |

|  |

|  |

|  |

|  |

|  |

|  |

|  |

|  |

|  |

|  |

|  |

|  |

|  |

|  |

|  |

|  |

|  |

|  |

|  |

|  |

|  |

|  |

|  |

|  |

|  |

|  |

|  |

|  |

|  | Coupé (327) |

|  | Coupé (327) |